# Amaxia collaris
Amaxia collaris är en fjärilsart som beskrevs av Jones 1912. Amaxia collaris ingår i släktet Amaxia och familjen björnspinnare. Inga underarter finns listade i Catalogue of Life.